# Antony Lambton
Antony Claud Frederick Lambton, (10 juillet 1922-30 décembre 2006), brièvement 6e comte de Durham, appelé avant 1970 sous le nom de vicomte Lambton, et largement connu sous le nom de Lord Lambton, est un député conservateur et un cousin d'Alec Douglas-Home, l'ancien Premier ministre. Lambton démissionne du Parlement et de la fonction ministérielle en 1973.

## Biographie
Lambton est né à Compton, Sussex, le deuxième fils de Diana Mary (née Farquhar) et de John Lambton (5e comte de Durham) . Il grandit sur les domaines familiaux centrés sur le château de Lambton près de Washington dans le comté de Durham, vivant en fait dans le Biddick Hall voisin. Il fait ses études à Harrow School et sert dans le Hampshire Regiment pendant la Seconde Guerre mondiale. Il travaille ensuite dans une usine de Wallsend.
Il épouse Belinda (Bindy) Blew-Jones (née le 23 décembre 1921, décédée le 13 février 2003) le 10 août 1942. Elle est la fille de Douglas Holden Blew-Jones et de son épouse Violet Hilda Margaret Birkin, sœur de Freda Dudley Ward. Ils ont cinq filles et un fils:
- Lucinda Lambton (en) (née le 10 mai 1943)
- Beatrix Mary Lambton (née le 23 juillet 1949)
- Rose Diana Lambton (née le 26 novembre 1952)
- Anne Mary Gabrielle Lambton (née le 4 juillet 1954)
- Isabella Lambton (née le 17 mai 1958), mariée à Sir Philip Naylor-Leyland, 4e baronnet
- Edward Lambton (7e comte de Durham) (en) (né le 19 octobre 1961)

## Politique
Lambton se présente pour la première fois au Parlement aux élections générales de 1945 dans le siège travailliste sûr de Chester-le-Street, puis de Bishop Auckland en 1950. Il est élu au conseil municipal de Durham et au conseil du comté de Durham en 1947, pour deux ans. Il est élu député de Berwick-upon-Tweed en 1951 où il reste jusqu'en 1973.
Lambton est nommé sous-secrétaire d'État parlementaire à la Défense (RAF) en 1970. Il devient comte de Durham à la mort de son père le 4 février 1970, mais y renonce le 23 février pour rester député et ministre du gouvernement. Il insiste néanmoins pour être qualifié de «Lord Lambton», la forme d'adresse appropriée à son ancien titre de courtoisie, bien qu'une décision du Comité des privilèges ait déclaré qu'il ne devait pas le faire à la Chambre des communes puisqu'il avait renoncé à sa pairie. Les décisions contradictoires de deux Présidents, Horace King et Selwyn Lloyd, ont ensuite laissé le point non résolu.
En 1973, les liaisons de Lambton avec des prostituées sont révélées dans le tabloïd du dimanche The News of the World. Le mari de l'une des prostituées, Norma Levy, a secrètement pris des photos de Lambton au lit avec Levy et a tenté de vendre les photographies aux tabloïds de Fleet Street. De plus, une perquisition policière au domicile de Lambton permet de découvrir une petite quantité de cannabis. Le 22 mai, Lambton démissionne de son poste de ministre et du Parlement, ce qui provoque une élection partielle pour son siège qui est remportée par Alan Beith pour le Parti libéral. Peu de temps après, le nom Jellicoe émerge en relation avec un rendez-vous pour l'une des filles de Norma dans un manoir de Somers Town qui a été nommé Jellicoe House, d'après le parent du comte Basil Jellicoe (1899-1935), le réformateur du logement et prêtre du Magdalen College (Oxford). Il y avait une confusion et George Jellicoe, le Lord du sceau privé et Leader de la Chambre des lords, a admis des «affaires occasionnelles» avec des prostituées d'une agence d'escorte Mayfair mais a nié connaître Norma Levy.
Une enquête de sécurité sur le scandale de la prostitution a conclu que «rien dans la conduite (de Lambton) ne suggérait que le risque d'indiscrétions à ces occasions était autre que négligeable». Lambton déclare qu'il n'a jamais emporté ses boîtes rouges de documents gouvernementaux lors de sa visite à Norma Levy. L'enquête de sécurité est menée par crainte que le scandale de la prostitution n'implique une atteinte réelle ou potentielle à la sécurité nationale (comme cela s'était produit dans le scandale Profumo dans les années 1960).

## Fin de carrière

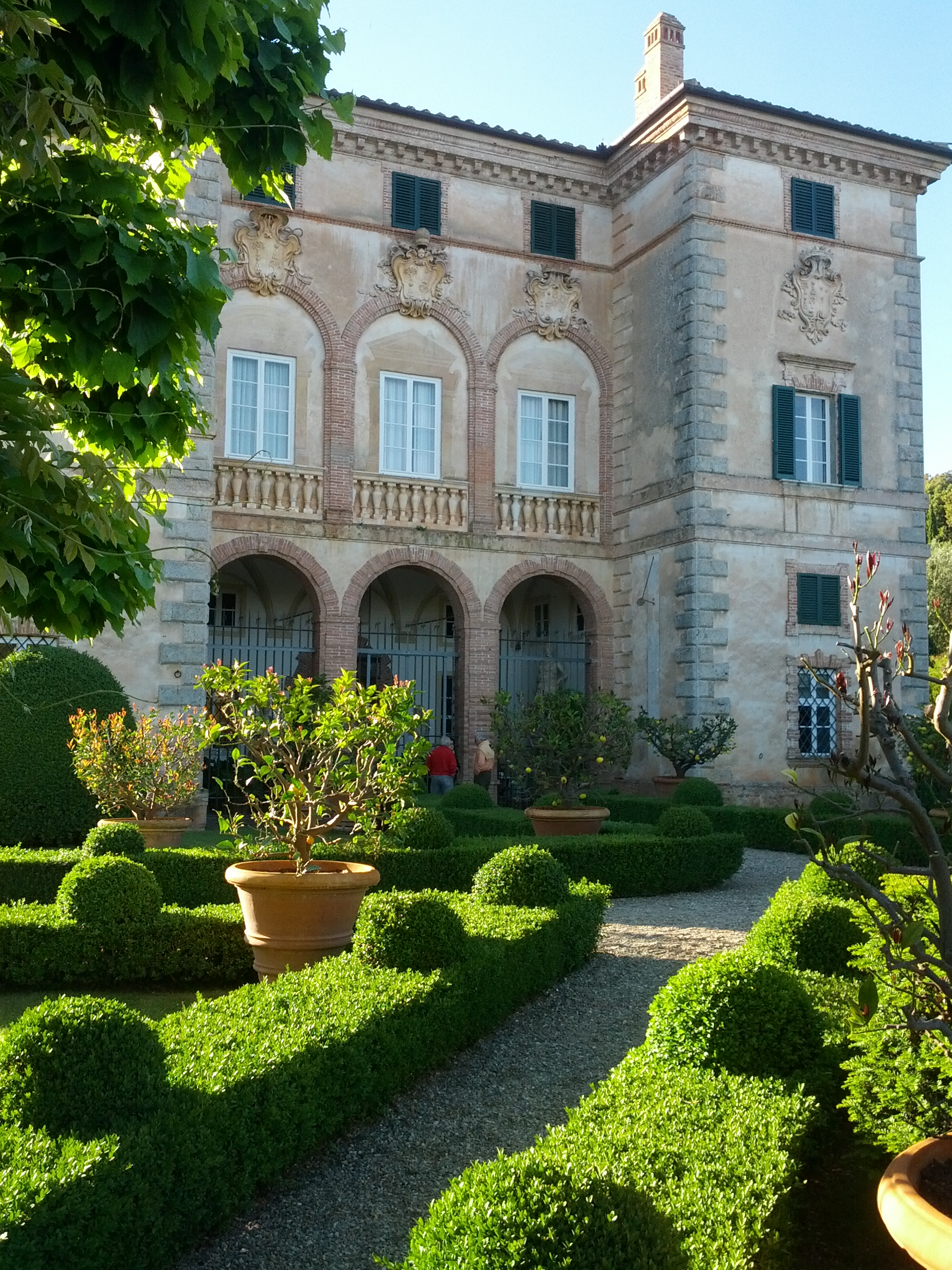
Au cours des trois dernières décennies de sa vie, Lambton a consacré ses énergies à restaurer la Villa Cetinale en Toscane

À la suite du scandale, Lambton prend sa retraite, se sépare de sa femme et achète Villa Cetinale, une villa du XVIIe siècle en Toscane, où il vit avec Claire Ward, née Baring, mère de l'actrice Rachel Ward et fille du joueur de cricket Giles Baring,. Il n'a jamais divorcé de sa femme Bindy, décédée en 2003.
En 1991, il fait une longue apparition dans le programme de discussion télévisée After Dark, présidé par la baronne Helena Kennedy, aux côtés de Duncan Campbell, Jane Moore, Clare Short, Anthony Howard et d'autres.
Malgré le renoncement à ses titres, il continue à utiliser son ancien titre de courtoisie de vicomte Lambton, bien que, comme il s'agissait maintenant d'un titre qui est passé à son fils aîné, Anthony Wagner et d'autres ont soutenu que c'était incorrect. Lambton est décédé à l'hôpital de Sienne, en Italie, le 30 décembre 2006 .